# Horizont Turnowo
Horizont Turnowo (maced. ФК Хоризонт Турново) – północnomacedoński klub piłkarski z siedzibą we wsi Turnowo.

## Historia
Chronologia nazw:
- 1950–2008: FK Turnowo
- od 2008: FK Horizont Turnowo

Klub został założony w 1950 roku jako FK Turnowo. Uczestniczył w rozgrywkach lokalnych mistrzostw Jugosławii. Po proklamacji niepodległości Macedonii klub startował w mistrzostwach Macedonii. Do 2008 występował w niższych ligach. W sezonie 2007/08 zajął 1. miejsce w II lidze i awansował do I ligi. W 2008 z pozyskaniem sponsora firmę ”Horizont” zmienił nazwę na FK Horizont Turnowo.

## Sukcesy
- Prwa Fudbalska Liga:
  - 6.miejsce (1): 2009
- Puchar Macedonii:
  - półfinalista (1): 2012

## Stadion
Stadion Kukusz w Turnowo może pomieścić 1,500 widzów.

## Europejskie puchary
Legenda do wszystkich tabel:
- Q – runda eliminacyjna, 1/16, 1/8, 1/4, 1/2 – odpowiednia faza rozgrywek, Grupa – runda grupowa, 1r gr – pierwsza runda grupowa, 2r gr – druga runda grupowa, F – finał, R – runda, PO – play-off
- k. – rzuty karne, los. – losowanie, Dogr. – dogrywka, w. – zasada bramek strzelonych na wyjeździe

| Sezon   | Rozgrywki   | Runda | Przeciwnik         | Dom | Wyjazd | Ogólnie     |
| ------- | ----------- | ----- | ------------------ | --- | ------ | ----------- |
| 2013/14 | Liga Europy | 1Q    | Sūduva Mariampol   | 2–2 | 2–2    | 4–4, k: 5–4 |
| 2013/14 | Liga Europy | 2Q    | Hajduk Split       | 1–1 | 1–2    | 2–3         |
| 2014/15 | Liga Europy | 1Q    | Czichura Saczchere | 0–1 | 1–3    | 1–4         |